# Jenny Mucchi-Wiegmann

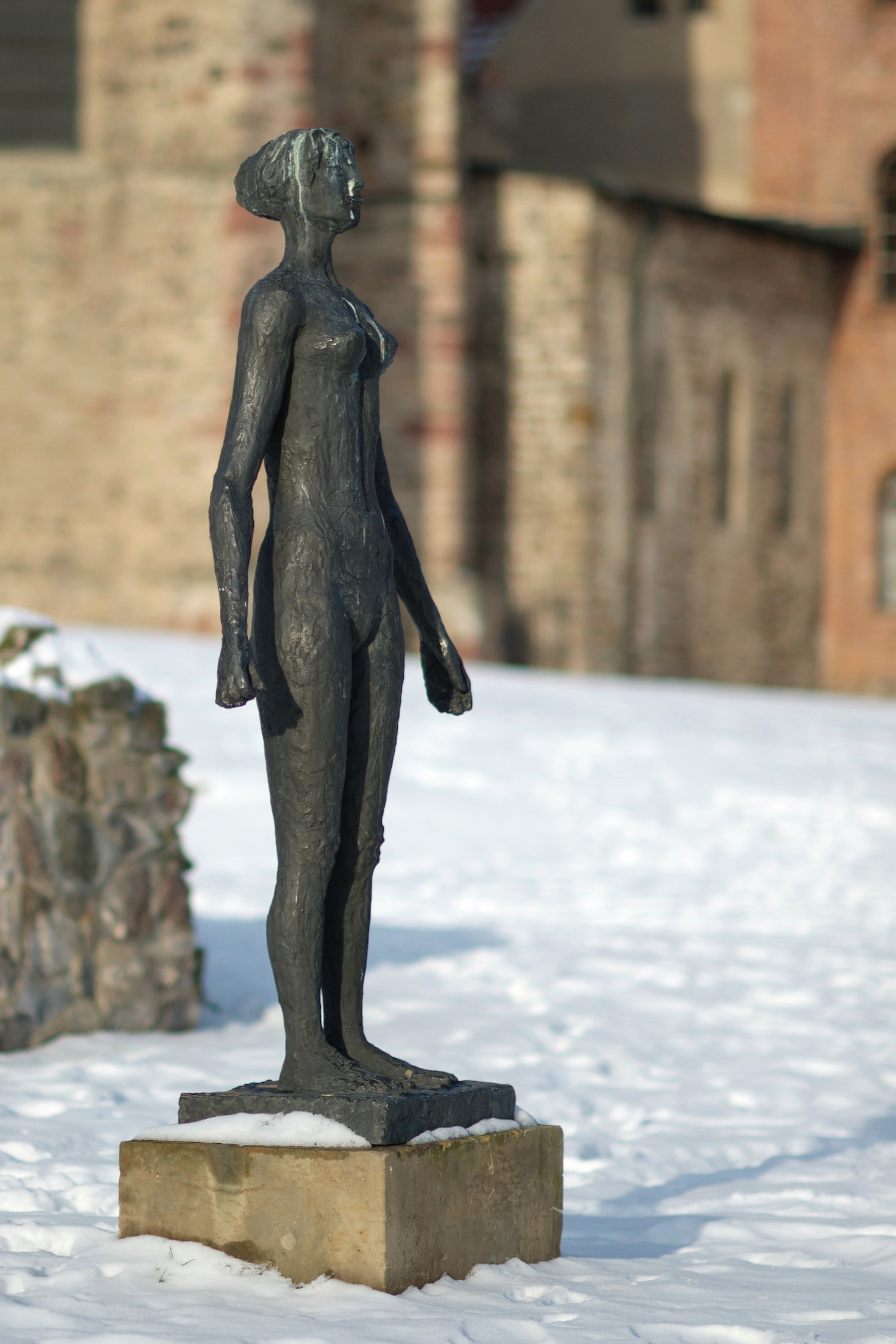
Jenny Mucchi-Wiegmann, rzeźba w magdeburskim parku

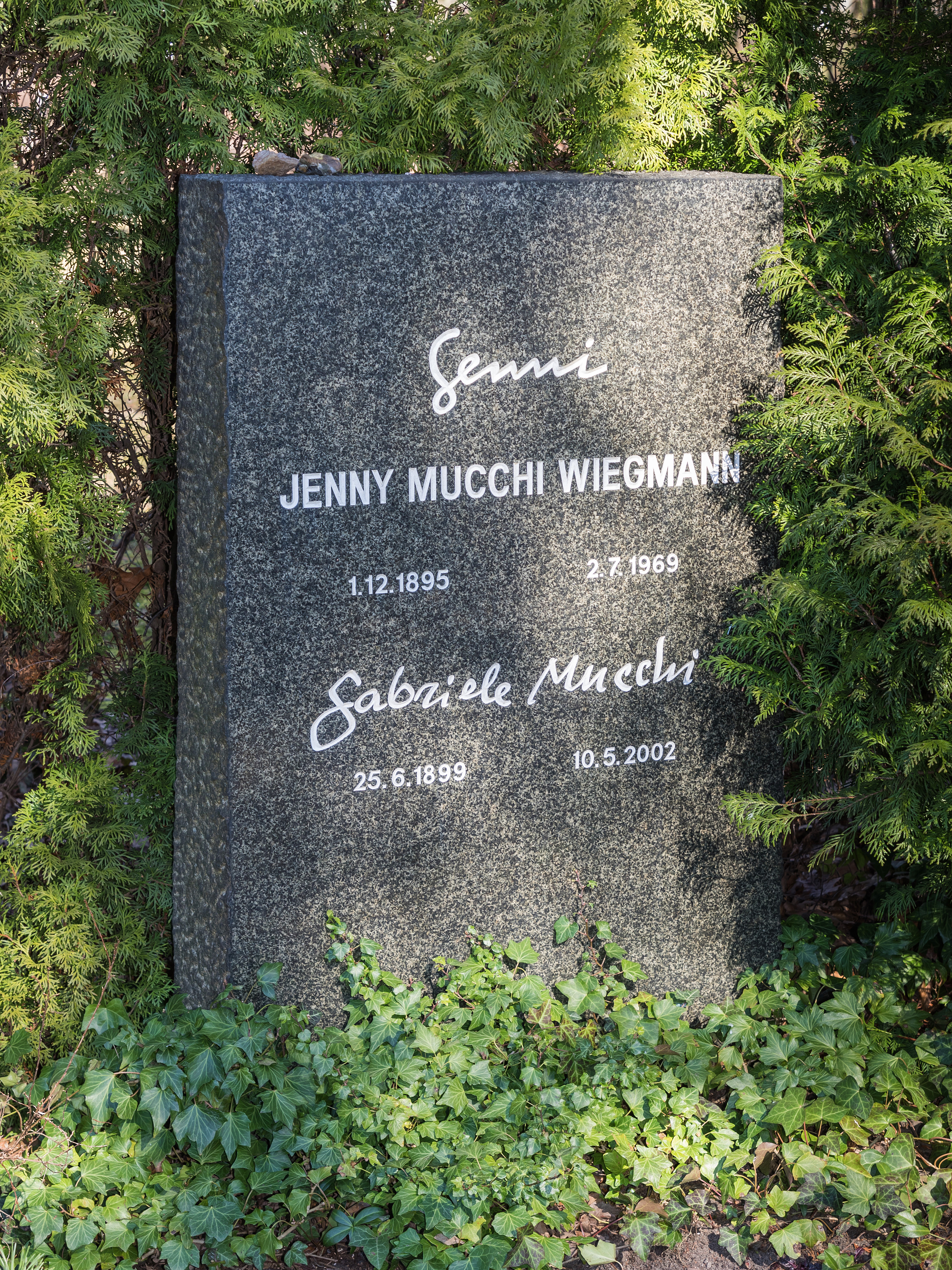
nagrobek Jenny Mucchi-Wiegmann i Gabriele Mucci w alei artystów na cmentarzu Berlin-Friedrichsfelde

Jenny Mucchi-Wiegmann (ur. 1 grudnia 1895 w Berlinie, zm. 2 lipca 1969 tamże) – niemiecka rzeźbiarka. 

## Życiorys
Kształciła się u Augusta Krausa oraz w berlińskiej Szkole Sztuk Pięknych Berlin-Charlottenburg. W 1933 wyszła za malarza Gabriela Mucchi. Mieszkała we Włoszech, a od 1956 w Berlinie Wschodnim. 
Początkowo zafascynowana sztuką archaiczną, rozwinęła własny surowy realistyczny styl w rzeźbie. Od czasu jej aktywności w ruchu oporu przeciwko faszyzmowi, charakteryzujące się żywą szorstką powierzchnią prace, zyskały dużą polityczną wymowę. Przykładem jest Przesłuchanie w Algierze - brąz z 1958 oraz powstały w 1962 portret Arnolda Zweiga - oba w Galerii Narodowej w Berlinie.